# Provincia di Lubiana
La provincia di Lubiana, denominata ufficialmente anche in sloveno Ljubljanska pokrajina, fu una provincia del Regno d'Italia dal maggio 1941 al settembre 1943, e mantenuta in essere sotto occupazione militare del Terzo Reich, chiamandola in tedesco Provinz Laibach, fino al maggio 1945. La sua targa automobilistica fu LB.
Nella provincia annessa si sviluppò dall'estate 1941 un crescente movimento di resistenza partigiana che mise in grande difficoltà l'occupante italiano ed estese la sua azione oltre il confine originario, nelle valli del Vipacco e dell'Isonzo; le autorità italiane organizzarono una dura repressione per cercare di controllare il territorio e impedire l'attività partigiana.

## La nascita della provincia
La provincia di Lubiana venne istituita il 3 maggio 1941, al termine della Campagna di Jugoslavia durante la seconda guerra mondiale, a seguito della spartizione delle zone etnicamente slovene dell'allora Regno di Jugoslavia fra le forze di occupazione italiane (nella parte sud), quelle tedesche (nella parte nord) e il Regno d'Ungheria (nella parte est). Degli originari 16000 km² che avevano costituito la Dravska Banovina (ovvero la Slovenia jugoslava), un quarto (4 593 km² con 337 000 abitanti) corrispondente alle regioni della Carniola interna (Notranjska), della Bassa Carniola (Dolenjska) e della Carniola Bianca (Bela Krajina) venne attribuito all'Italia. In seguito ad alcune rettifiche di confine, la zona fu ridotta a 4 545 km². L'Alta Carniola (Gorenjska), la Carinzia slovena (Koroška) e la Bassa Stiria (Štajerska) (10 261 km² con 798 000 abitanti) furono annesse al Terzo Reich. Infine la regione nord-orientale dell'Oltremura (997 km² con 102 000 abitanti) venne incorporata nel Regno d'Ungheria.
Nel decreto di istituzione della provincia si stabilì all'articolo 2 che "Con decreti reali […] saranno stabiliti gli ordinamenti della provincia di Lubiana, la quale, avendo una popolazione compattamente slovena, avrà un ordinamento autonomo con riguardo alle caratteristiche etniche della popolazione, alla posizione geografica del territorio e alle speciali esigenze locali". La volontà politica di sottolineare la debellatio della Jugoslavia, unita alla pressoché completa assenza di elementi etnici italiani nel territorio, portarono quindi a creare una provincia con un ordinamento particolare, non disciplinato dall'ordinaria legislazione in materia. I poteri di governo della provincia sarebbero stati esercitati da un'altra figura di nuova istituzione, prevista dall'articolo 3: "un alto Commissario, nominato con decreto Reale su proposta del Duce del Fascismo, Capo del Governo, Ministro dell'Interno", assistito "da una Consulta composta di 14 rappresentanti scelti fra le categorie produttrici della popolazione slovena" (articolo 4).
A causa del timore della popolazione nei confronti dei tedeschi, in poche settimane la provincia di Lubiana fu il rifugio di circa 17 000 sloveni che fuggivano dalla parte nord annessa da Hitler.

### Organizzazione e suddivisione
L'area della Slovenia annessa all'Italia non faceva inizialmente parte delle rivendicazioni territoriali fasciste, ma il regime non ebbe difficoltà a trovare ragioni che ne giustificassero l'annessione: l'italianità della regione era data dal fatto che il territorio era storicamente appartenuto alla Contea di Gorizia, al patriarcato di Aquileia, al Ducato del Friuli e alle province illiriche dell'Impero romano, e alla città romana di Emona (moderna Lubiana), che era stata un importante snodo di comunicazione. L'Italia aggregava territori che, pur non appartenendo alla regione geografica italiana, erano ad essa strettamente legati da molteplici vincoli economici, geografici e storici: «Roma nella sua penetrazione in Pannonia aveva avuto un nodo stradale importante nella località di Emona (Lubiana), e Venezia, con una lenta opera di penetrazione economica, aveva stretto molteplici vincoli con la Carniola».
Nel mese di maggio del 1941 vennero definite l'organizzazione territoriale e la suddivisione dei poteri all'interno della provincia di Lubiana, costituita da una città capoluogo e suddivisa in 5 distretti e 95 comuni, con superficie di 4 545,09 km² e una popolazione di 336 279 abitanti.
Le stringenti esigenze di controllo del territorio avevano dunque portato a riesumare in questo territorio i vecchi circondari, sotto il nuovo nome di distretti, in cui era presente una sottoprefettura guidata da un Commissario Civile.
La definitiva sistemazione amministrativa venne così definita:
- città di Lubiana: il capoluogo della provincia, situato nella zona nord-occidentale della provincia, sottoposto al governo diretto della prefettura. Lubiana misurava 73,38 km² e comprendeva 91 612 abitanti;
- distretto di Lubiana: nella zona nord-occidentale, con 977,34 km² e comprendente 68 707 abitanti, costituito dai seguenti 28 comuni:
Borovnica, Brezovica, Krka, Dobrova, Dobrunje, Veliki Gaber, Polhov Gradec, Grosuplje, Ig, Ježica, Log, Rudnik, Horjul, Polje, Preserje, Primskovo, Račna, Rakitna, Šmarje, Št Jošt, Št Juri, Švet Vid, Stična, Tomišelj, Višnja Gora, Verconico[6] (o anche Nauporto[7]) / Vrhnika, Žalna, Želimlje;
- Distretto di Longatico / Logatec – nella zona occidentale, con 564,78 km² e comprendente 24 710 abitanti, costituito da 11 comuni: 
Begunje (tavolta italianizzata in Begugne[8]), Velike Bloke, Stari Trg (tavolta italianizzata in Borgovecchio[8]), Cerknica (talvolta italianizzata in Circonio[7]), Hotedršica (talvolta italianizzata in Goltederscizza[7]), Longatico[6] / Logatec, Longatico Superiore / Gornji Logatec, Planina, Rakek (talvolta italianizzata in Racche[7] o Radura[8]), Rovte, Sv Križ Pretržje e Žilce pri Sveti Vidu;
- Distretto di Cocevie / Kočevje – nella zona meridionale, con 1 064,48 km² e comprendente 40 074 abitanti, di cui gran parte appartennero alla minoranza tedesca della Slovenia, costituito da 13 comuni:
Cocevie[9] / Kočevje, Cocevie Comune / Kočevje Občina, Dolenja Vas, Fara, Kočevska Reka, Koprivinik, Loški Potok, Mozelj, Ribnica, Stari Log, Sodražica, Velike Lašče, Dobrepolje;
- Distretto di Cernomeli / Črnomelj – nella zona sud-orientale, con 551,64 km² e comprendente 29 787 abitanti, costituito da 11 comuni:
Cernomeli[10] / Črnomelj, Cernomeli Comune / Črnomelj Občina, Adlešiči, Dragatuš, Gradac, Metlika Mesto, Metlika Občina, Radatoviči, Semič, Stari Trg ob Kolpi, Vinica;
- Distretto di Novo Mesto – nella zona nord-orientale, con 1 313,47 km² e comprendente 81 389 abitanti, costituito da 31 comuni:
Novo Mesto, Ajdovec, Ambrus, Bela Cerkev, Dolenjske Toplice, Dobrnič, Dvor, Hinje, Kostanjevica na Krki, Mirna, Mirna Peč, Mokronog, Orehovica, Prečna, Sela pri Šumberku, Šentjernej, Šentrupert, Škocjan, Šmarješke Toplice, Šmihel, Št Peter, Stopiče, Sv Križ, Sv Križ Pretržje, Trebelno, Trebnje, Tržišče, Velika Loka, Velike Brusnice, Zagadrec, Žužemberk.

I distretti erano amministrati da Commissari distrettuali assimilati alle cariche di sottoprefetti, scelti fra i notabili sloveni. Già nel dicembre 1941, l'Alto Commissario Emilio Grazioli, a seguito del perdurante stato di ribellione nella provincia li sostituì tutti con funzionari italiani.
L'ordinamento comunale venne definito con un'ordinanza del gennaio 1942: l'amministrazione delle municipalità venne riorganizzata secondo la legislazione vigente nel Regno e affidata a podestà, assistiti – se l'Alto Commissario lo avesse ritenuto opportuno – da una Consulta comunale composta da notabili locali di provata fede filoitaliana.
Il 21 ottobre 1941 la Segreteria Nazionale del Partito Nazionale Fascista istituì – su ordine di Mussolini – la Federazione dei Fasci di Combattimento di Lubiana: Grazioli venne nominato Segretario Federale, ma da febbraio 1942 in sua sostituzione venne chiamato l'ex volontario di Spagna Orlando Orlandini. Grazioli e Orlandini trapiantarono a Lubiana le strutture ordinarie del partito, istituendo le tradizionali organizzazioni di massa: la Gioventù Italiana del Littorio, il Gruppo Massaie Rurali, la Sezione Provinciale delle Lavoranti a Domicilio, il Gruppo Universitari Fascisti e la Federazione dei Fasci Femminili.
In un discorso dell'11 dicembre 1941, Grazioli affermò che dopo aver trasformato Lubiana in una provincia italiana "faremo diventare italiani anche i suoi abitanti". In realtà, nemmeno formalmente gli sloveni divennero mai italiani: la concessione della cittadinanza italiana agli sloveni e ai dalmati croati del Governatorato della Dalmazia venne rinviata alla fine della guerra.
| Sloveni                                                                                   | Tedeschi    | Croati        | Serbi       | Italiani     | Altre nazionalità | Popolazione totale |
| ----------------------------------------------------------------------------------------- | ----------- | ------------- | ----------- | ------------ | ----------------- | ------------------ |
| 318 773 (93,825%)                                                                         | 13 580 (4%) | 5 053 (1,49%) | 511 (0,15%) | 458 (0,135%) | 1 376 (0,4%)      | 339 751 (100%)     |
| Fonte: Davide Rodogno, Il nuovo ordine mediterraneo, ed. Bollati Boringhieri, Torino 2003 |             |               |             |              |                   |                    |

### Alti commissari
Con il Regio decreto del 3 maggio 1941, numero 291, con cui fu istituita la provincia di Lubiana, venne stabilito che i poteri di governo sarebbero stati esercitati da un Alto commissario. Con Regio decreto del 19 maggio 1941, fu nominato Alto commissario Emilio Grazioli, e con Regio decreto del 14 novembre 1941, n. 1358, fu infine stabilito che la carica di Alto commissario fosse conferita, con effetto 3 maggio 1941, ad un prefetto del Regno.
- Emilio Grazioli (3 maggio 1941 – 15 giugno 1943)
- Giuseppe Lombrassa (15 giugno 1943 – 12 agosto 1943)
- Riccardo Moizo (12 agosto 1943 – 9 settembre 1943)
  - Emilio Grazioli (nominato dal Governo della Repubblica Sociale Italiana il 1º ottobre 1943, mai insediatosi per veto tedesco)[12]
- Leon Rupnik (9 settembre 1943 – 5 maggio 1945) come Capo della Provincia nominato dal Gauleiter Friedrich Rainer

## Collaborazionismo e resistenza

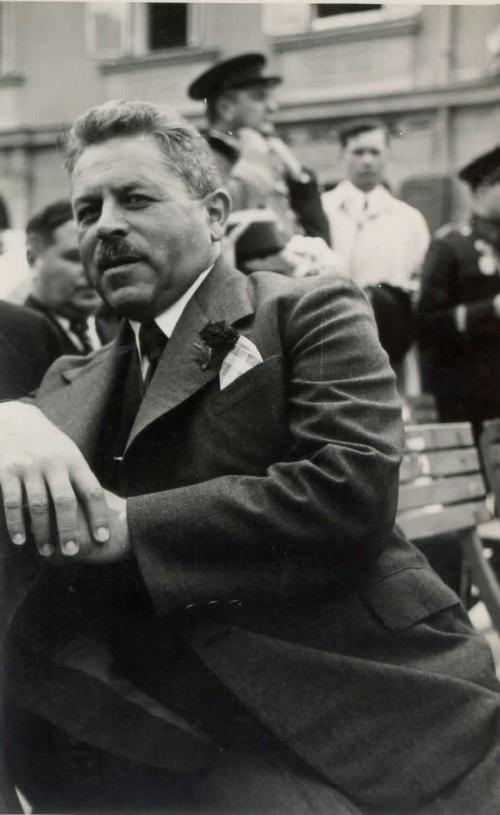
Marko Natlačen, ex ban (prefetto) della Slovenia jugoslava, inizialmente accettò la direzione della Consulta provinciale italiana; nonostante si fosse successivamente dimesso venne ucciso dai partigiani sloveni per collaborazionismo

Il collaborazionismo con gli italiani in Slovenia fu un fenomeno estremamente complesso, perché tante furono le sue anime e tante le motivazioni. Nel corso dell'occupazione e dell'annessione, il collaborazionismo avrebbe assunto sempre più marcate caratteristiche di movimento politico-militare anticomunista, per raggiungere una definizione più completa dopo l'armistizio italiano dell'8 settembre 1943 con la creazione di un Esercito Nazionale (lo Slovensko Domobranstvo) e col progetto di costituzione di un Partito unico.
Il movimento collaborazionista sloveno viene sovente collegato al "belogardismo", italianizzazione dello sloveno "belogardizem" (bianco guardismo): una parola cui vengono associati diversi significati:
1. Un'accezione "popolare": nel lessico quotidiano il belogardista fu l'anticomunista, con un riferimento storico alla fine degli anni dieci: il belogardismo fu infatti la composita reazione conservatrice slovena al movimento rivoluzionario, sorta all'indomani del primo conflitto mondiale.
2. Un'accezione dichiaratamente politica: nei discorsi dei collaboratori di Tito, "belogardismo" era sinonimo di "fascismo sloveno", come "ustascismo" per i croati e "cetnicismo" per i serbi.
3. In un'accezione storicamente più rigorosa, il belogardismo diventa il termine col quale si intende indicare quel particolare collaborazionismo sloveno contraddistinto da una matrice clericale e conservatrice, che si sviluppò nella provincia di Lubiana fra il 1941 e il 1943 e che superò – in termini di consenso e di organizzazione – tutte le altre forme di collaborazionismo.

Uno dei leader della resistenza slovena, il socialista cristiano Edvard Kocbek, scrive che all'origine di tale fenomeno si deve individuare un "sistema patriarcale" con profonde radici in tutta la Slovenia: "È tradizionalismo contadino, padronalismo corporativo, feudalesimo ecclesiastico, pragmatismo piccolo borghese".
Si fa nascere il fenomeno del collaborazionismo immediatamente a ridosso della proclamazione della Provincia di Lubiana: il 4 maggio un gruppo di "notabili di Lubiana" – come li definì Grazioli – inviò al Commissario civile (successivamente nominato Alto Commissario) un messaggio da inoltrare a Mussolini, nel quale si dichiarava "la più rispettosa devozione alla Maestà del Re e Imperatore" e la "riconoscenza" al duce, affermando altresì che "la popolazione slovena dimostrerà più con i fatti la sua riconoscenza".
Il documento era sottoscritto dagli ex ministri jugoslavi Ivan Puceli e Frank Novak, dal Rettore dell'Università di Lubiana Slavic, dall'ex senatore Gustav Gregorin, dal sindaco di Lubiana Ivo Adlesic e da altre personalità. Primo firmatario fu l'ex bano ed ex presidente del disciolto Consiglio Nazionale, Marko Natlačen.
Nei giorni immediatamente successivi, 105 sindaci sloveni inviarono un messaggio a Mussolini, esprimendo "giubilo e orgoglio per l'incorporazione dei territori sloveni nel grande Regno d'Italia". Analogo messaggio di felicitazioni pervenne al duce anche dall'arcivescovo di Lubiana, Gregorij Rozman.

### Guerriglia fra partigiani e Regio Esercito

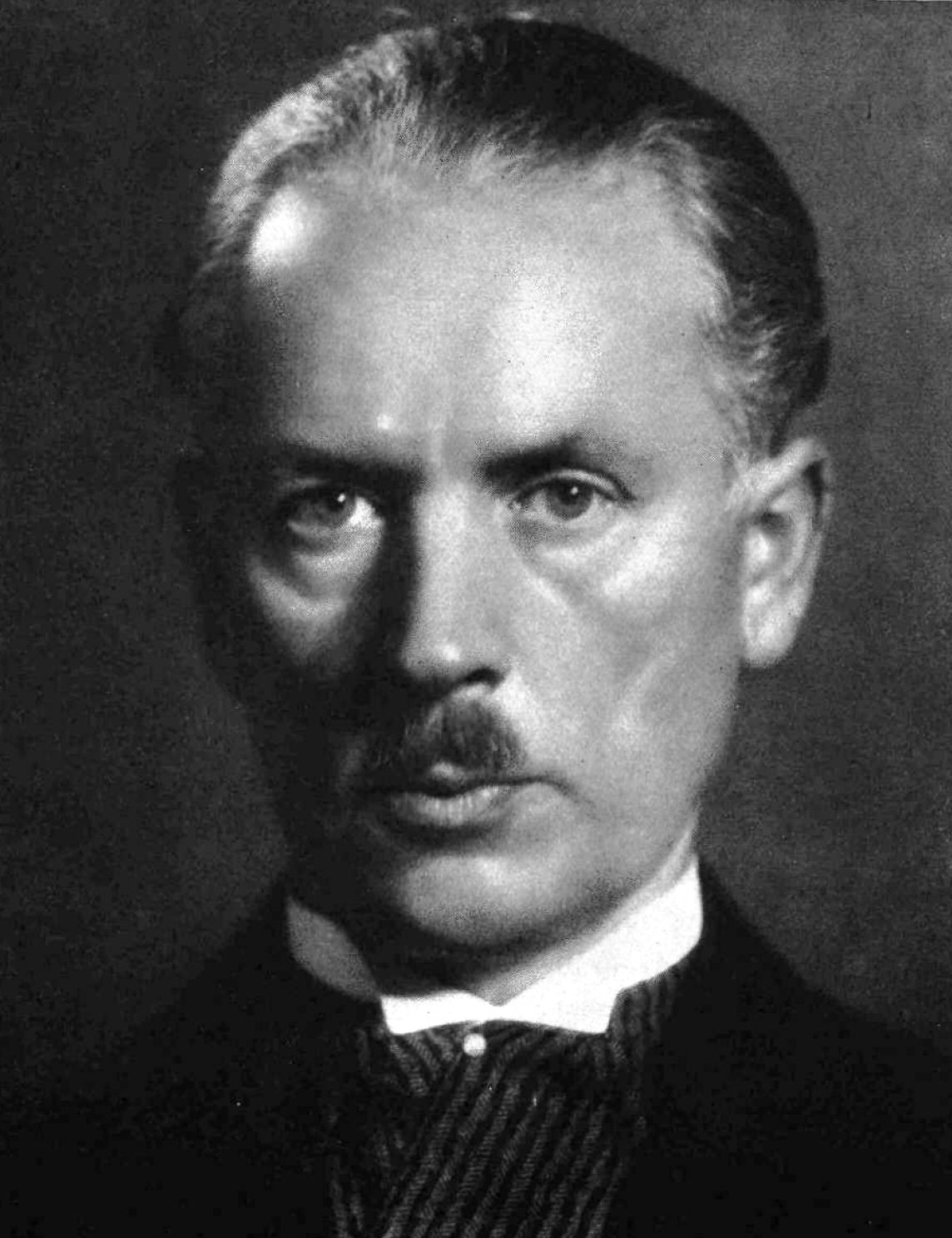
Juro Adlešič, sindaco di Lubiana, fu lasciato in carica dagli italiani finché non si dimise per protesta nel 1942 trasferendosi poi in Italia

Il modello occupazionale italiano non fu difforme da tanti altri modelli occupazionali del tempo, senza dimenticare che esso fu applicato in regioni dove gli italiani erano percepiti dalla popolazione locale come aggressori e come tali furono apertamente osteggiati e contrastati. Vista anche la politica repressiva ed efferata attuata, tipica delle zone occupate militarmente in un paese nemico che si ribella all'occupazione, si sviluppò una guerriglia partigiana variamente appoggiata dalla popolazione civile.
In particolare la lotta contro i partigiani sloveni fu condotta con modalità di guerra dure, talvolta spietate dalla ferrea volontà italiana di trasformare in suolo patrio, territori non abitati in maggioranza da italiani.
Questa intricata vicenda storica scatenò in questa regione (dove si era già diffusa nel tempo tra la popolazione slava, la fama italiana della nazionalizzazione forzata di parte dell'Istria) un conflitto tra guerriglieri/partigiani e Regio Esercito particolarmente violento, nel quale la componente di odio reciproco alimentata dagli opposti orientamenti ebbe un ruolo determinante. Gli attacchi partigiani furono quindi caratterizzati da un'insolita violenza anche nei confronti dei resti dei soldati italiani uccisi in conflitto (che furono spesso ritrovati orrendamente mutilati). In questo contesto la vendetta per i compagni caduti fu una componente psicologica non secondaria, che unita alla propaganda fascista che individuava nello slavo un essere umano quantomeno subalterno (quando non esplicitamente "barbaro") scatenò la reazione particolarmente efferata del Regio Esercito.
Per comprendere quanto fosse alta la tensione tra italiani e slavi sulle terre contese di questa parte di regione adriatica storicamente indivisa (per secoli gli italiani rappresentavano la maggioranza sulla costa, gli slavi predominavano nell'entroterra più interno) e quanto fosse reciproco il disprezzo e l'odio ormai stratificatosi maturato negli ultimi cinquant'anni di reciproco nazionalismo, basti pensare che i partigiani dell'Esercito Popolare di Liberazione della Jugoslavia si impegnarono per raggiungere e occupare al più presto il territorio conteso di Trieste ancora prima di liberare la stessa Lubiana.

### I primi disordini in Slovenia
(Benito Mussolini)

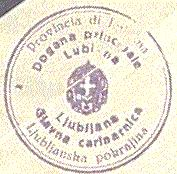
Timbro della Dogana Provinciale di Lubiana

Le truppe del Regio Esercito stanziate in Slovenia furono subito impegnate in una dura lotta contro le formazioni partigiane.
Nell'estate 1941 le autorità italiane decisero di utilizzare reparti del Regio Esercito per il controllo del territorio delle zone controllate dalla resistenza. Il 6 ottobre 1941 le divisioni "Granatieri" e "Isonzo" avviarono una prima offensiva nel territorio di Golo-Skrilje e Mokrec-Malinjek incendiando le case del luogo; il 14 ottobre a Zapotok i militari italiani attaccarono il battaglione partigiano "Krim" uccidendo 2 combattenti jugoslavi e arrestando i civili che abitavano il vicino villaggio:

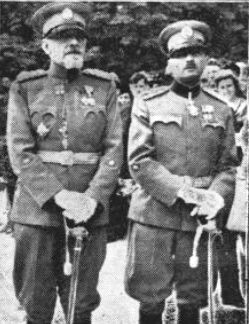
Leon Rupnik, podestà di Lubiana sotto gli italiani e poi Capo della Provincia sotto i tedeschi. Fu fucilato dai comunisti dopo la guerra

Dalla relazione del novembre 1941 del comandante della divisione "Granatieri" e dell'XI Corpo d'Armata si evince che i granatieri italiani a Ribnica riuscirono, dopo tre giorni di operazioni, a sbarrare la strada per la Croazia ai ribelli e a distruggerne la banda: 13 uccisi, 10 feriti e catturati, 44 catturati illesi. Nonostante questi successi del Regio Esercito l'attività partigiana allargò la propria capacità operativa e di mobilitazione grazie all'ampio appoggio popolare di cui godeva.
Il 1º dicembre 1941 studenti e gruppi armati realizzarono una serie di azioni dimostrative: esplosione di una bomba contro postazioni fasciste, manifestazioni di studenti, astensione della popolazione dalla circolazione e frequentazione dei locali pubblici. L'esercito italiano reagì sparando sui civili e uccidendo due persone (Vittorio Meden, Presidente della Federazione commercianti di Lubiana, e Dan Jakor) e ferendo gravemente Grikar Slavo, impiegato presso l'Alto Commissariato. Dal 2 al 14 dicembre 1941 il Tribunale Speciale per la Difesa dello Stato celebrò a Trieste un processo contro 58 partigiani operanti nel territorio sloveno e giuliano condannandone nove a morte, trenta a trent'anni di carcere e gli altri a pene di poco inferiori. Cinque dei nove condannati a morte vennero fucilati al poligono di tiro di Opicina, vicino a Trieste, il 15 dicembre 1941 e uno di questi, Pinko Tomažič, dopo la fine della guerra venne decorato come eroe nazionale.
Nel novembre 1941 a seguito di un attacco partigiano a un ponte ferroviario sulla linea Lubiana-Postumia vennero eseguiti rastrellamenti e distruzioni in vaste zone adiacenti; durante le operazioni militari e gli scontri armati con la resistenza jugoslava le truppe italiane ebbero quattro morti e tre feriti. Le autorità italiane reagirono incarcerando 69 civili dei villaggi del luogo, processandoli ed emettendo 28 condanne a morte, 12 ergastoli, 4 a trent'anni di carcere e altri 6 a pene tra i cinque e gli otto anni.

### La "recinzione" di Lubiana
Nel dicembre 1941 i partigiani comunisti jugoslavi iniziarono ad attaccare anche i civili italiani con metodi terroristici: la triestina Rea Ariella, insegnante a Lubiana, fu uccisa davanti ai suoi alunni mentre si recava alla scuola dove lavorava.
Questo provocò misure d'emergenza da parte del governo di Roma e dal gennaio al 23 febbraio 1942 le autorità civili e militari italiane cinsero con filo spinato e reticolati l'intero perimetro di Lubiana, disponendo un ferreo controllo su tutte le entrate e le uscite della città.
Il recinto era lungo ben 41 chilometri e nel suo corso vennero dislocati sessanta posti di guardia, nonché quattro stazioni fotoelettriche. La città venne divisa in tredici settori e furono raccolti 18 708 uomini che furono controllati nelle caserme con l'aiuto di delatori sloveni dissimulati; 878 di questi uomini furono mandati in campo di concentramento.

### Il piano "Primavera"
(Mario Robotti)

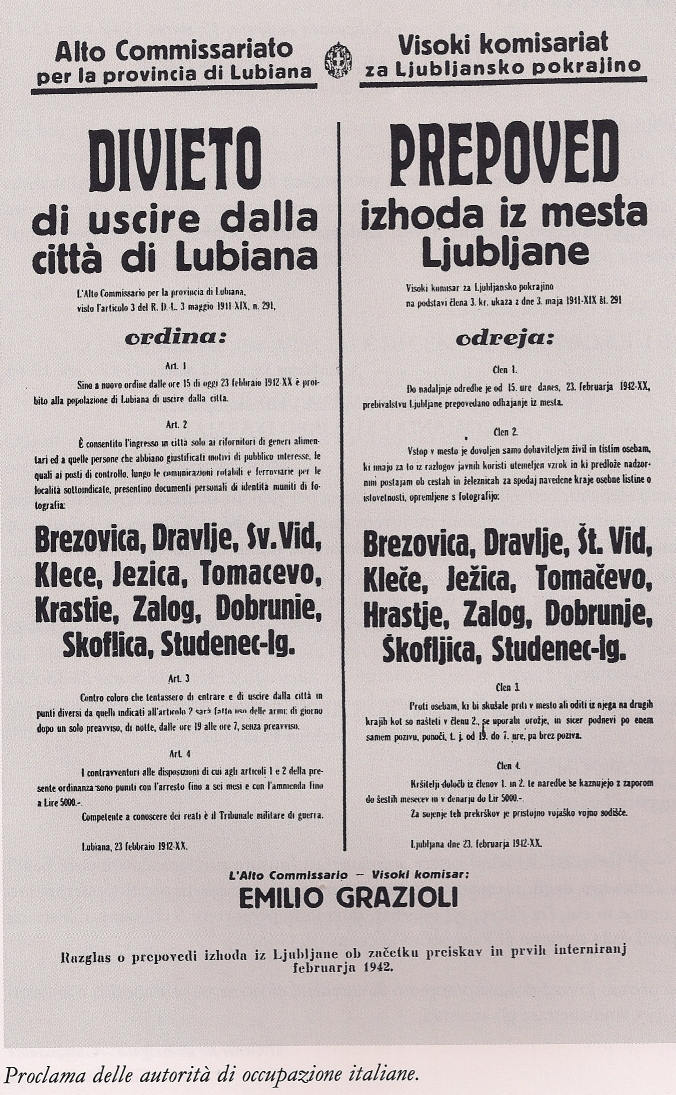
Divieto del 1942 di uscire dalla città di Lubiana

Il "Fronte di Liberazione del Popolo Sloveno" (chiamato Osvobodilna fronta in sloveno e creato dal Comitato Centrale del Partito Comunista della Slovenia) nel gennaio del 1942 intensificò le sue azioni di guerriglia contro le truppe ed i civili italiani, sotto gli ordini di Josip Vidmar. Come conseguenza il comando italiano -congiuntamente con quello tedesco- organizzò delle sanguinose operazioni nel tentativo di "pacificare" l'area. Le principali furono il piano "Primavera" e la Circolare 3C.
Il 5 febbraio 1942 il generale Mario Robotti presentò a tutte le autorità militari e civili il suo programma d'azione finalizzato al mantenimento e al rafforzamento del controllo della regione. Tale programma venne denominato piano "Primavera" e articolato dallo stesso Robotti in tre punti essenziali: 1) difesa dalle azioni partigiane; 2) modalità d'attacco da adottare da parte delle truppe italiane contro le brigate jugoslave; 3) ridisposizione territoriale delle forze armate stanziate in Slovenia. Il piano "Primavera" tuttavia permise di conseguire risultati modesti.
I vertici militari italiani emanarono il 1º marzo 1942 un nuovo documento che codificava i metodi di repressione e controllo territoriale; tale programma venne denominato Circolare 3C. Questa circolare venne riassunta in un opuscolo di circa 200 pagine e distribuito a tutti gli ufficiali dell'esercito. Le disposizioni della circolare "3C", unitamente alla realizzazione del piano "Primavera", portarono negli oltre 200 campi d'internamento italiani e solo nel luglio 1942, migliaia di deportati sloveni che al termine della guerra raggiunsero il numero di 33 000 persone, ovvero il 10% della popolazione totale della Provincia di Lubiana..
Il 20 marzo 1942, al termine della "recinzione" di Lubiana, le truppe del Regio Esercito arrestarono tutti gli ex ufficiali dell'ex esercito jugoslavo di età inferiore ai 60 anni per timore che diventassero partigiani, e li deportarono nel campo di concentramento di Gonars (allora diretto dal colonnello Eugenio Vicedomini): in tutto furono arrestati e deportati 1 120 uomini.
Il 19 marzo 1942 venne ordinato, a seguito di ulteriori violenti attacchi guerriglieri guidati dai due principali capi del movimento partigiano sloveno Franc Leskošek e Boris Kidrič, l'incendio dei villaggi di Golo e Skrilje, e il 22 marzo la distruzione dei villaggi di Selnik, Hudi Rogatec, Purkace Visoko, Zapotok, Osredek, Centa, Sekirisce, Krvava Pec, Ustje (soltanto da Golo e Skrilje fuggirono 75 famiglie con 302 persone e dagli altri villaggi 28 famiglie con 92 persone).
A Lubiana nel solo mese del marzo '42 gli italiani fucilarono 102 ostaggi.. Tra il 18 e il 19 aprile 1942 si verificò un conflitto a fuoco tra partigiani e Regio Esercito a Trebnje, nel quale morirono 7 militari italiani dell'Arma dei carabinieri. Il 20 aprile 1942 per rappresaglia vennero dati alle fiamme gli abitati civili limitrofi al luogo dello scontro.
Il 24 aprile 1942 Grazioli e Robotti pubblicarono un bando di ammonizione e minaccia contro i partigiani sloveni:
Il 6 maggio 1942 il bando venne esteso anche ai reati di rapimento e sabotaggio e nella sola Provincia di Lubiana con questi procedimenti vennero fucilati 145 ostaggi.
Tra il 26 e il 30 aprile 1942, dopo un attacco partigiano a un treno militare italiano, oltre alla rappresaglia, consistente nella fucilazione di 8 ostaggi prelevati dalle carceri di Lubiana e Novo Mesto, venne realizzato il secondo rastrellamento di Lubiana.
In nove mesi, da fine aprile 1942 a fine gennaio 1943, nella sola città di Lubiana furono fucilati 20 gruppi di ostaggi per un assieme di 121 appartenenti alla resistenza slovena.
|  |  | Elenco degli ostaggi fucilati dalle forze di occupazione italiane a Lubiana presso la cava abbandonata» Gramozna jama: 6 ostaggi – 28 aprile 1942 (Franc Kodrič, Ivan Kramar, Ivan Majcen, Franc Šlajpah, Nikola Tatalovič, Franc Turnšek), 2 ostaggi – 1º maggio 1942 (Ernest Eypper, Mirko Gašperlin), 10 ostaggi – 11 maggio 1942 (Ivan Fric, Jernej Gasperšič, Ignacij Gregorič, Anton Jaklič, Ferdinand Komarc, Rudolf Rotar, Viktor Rotar, Josip Seško, Rafael Zakrajšek, Nedelko Zdralovič, 9 ostaggi – 12 maggio 1942 (Florijan Gomišček, Viktor Grašič, Stanislav Kerin, Peter Kogoj, Boštjan Pretnar, Anton Stražišar, Alojzij Puterle, Rudolf Sigulin, Zorko Živec), 2 ostaggi – 13 maggio 1942 (Jakob Morel, Stanislav Dobrec), 2 ostaggi – 15 maggio 1942 (Karl Ahac, Karl Gorjan), 6 ostaggi – 16 maggio 1942 (Boris Boc, Franc Kirn, Ivan Kočevar, Anton Mrinc, Maks Pintar, Marjan Sigulin), 5 ostaggi – 17 maggio 1942 (Josip Kocijan, Anton Kocman, Viktor Kocman, Alojzij Mesojedec, Anton Vidic), 6 ostaggi – 29 maggio 1942 (Slavo Barbič, Ludvik Fedran, Martin Gornik, Franc Pihlar, Rudolf Kresse, Miroslav Siegel), 6 ostaggi – 2 giugno 1942 (Ivan Klun, Stanislav Riharič, Franc Rupert, Aleš Stanovnik, Anton Švajger, Dušan Uderman), 7 ostaggi – 11 giugno 1942 (Jože Cimerman, Maksmilijan Hvalec, Aleksander Matjažič, Franc Murovič, Anton Trtnik, Franc Zelnik, Anton Žerjal), 15 ostaggi – 13 giugno 1942 (Radomir Dubrovič, Franc Kastelec, Ivan Kuhar, Josip Lukoveski, Alojzij Lubej, Luka Mastoševič, Jože Mlakar, Anton Možek, Alojzij Pajk, Dušan Podgornik, Ivan Porenta, Anton Štebi, Josip Toni, Ranko Velebit, Ludvik Velepič), 1 ostaggio – 17 giugno 1942 (Ivan Golob), 8 ostaggi – 23 giugno 1942 (Bogomil Drnovšek, Lado Grom, Edvin Lenarčič, Ivan Korenčan, Franc Nagode, Edvard Vidmar, Jožef Vidmar, Karol Vilar), 4 ostaggi – 23 giugno 1942 (Marjan Jordan, Josip Koračin, Josip Zorn, Ivan Sintič), 6 ostaggi – 16 luglio 1942 (Adolf Benčina, Julij Bizjak, Andrej cetinski, Ivan Grbec, Bogomir Prašnikar, Nikolaj Šteblaj), 8 ostaggi – 21 luglio 1942 (Bogdan Jordan, Vinko Moškerc, Marjan Oblak, Vinko Omahen, Josip Simončič, Boris Veber, Ingo Vrščaj, Vuki Zakrajšek), 4 ostaggi – 29 settembre 1942 (Ivan Japelj, Franc Mausar, Anton Rakar, Rajko Skapin), 8 ostaggi – 14 ottobre 1942 (Janko Arnšek, Rudolf Babnik, Branko Božič, Josip Hribar, Vinko Košak, Ciril Nagode, Alojzij Tomažič, Ivan Turk), 6 ostaggi – 28 gennaio 1943 (Pavel Lamberger, Josip Sadar, Vincenc Snoj, Vincenc Škof, Valenin Petač, Josip Zalaznik). |
|  |  | --- |

Per colpire la resistenza jugoslava le autorità italiane puntarono sulla deportazione di intere zone popolate da civili in contatto o in grado di parentela con i partigiani come nell'adiacente Provincia di Fiume.
Tra il 27 giugno e il 1º luglio 1942 i Granatieri di Sardegna realizzarono un'azione militare nella città di Lubiana; durante questa operazione furono fermati 20 000 uomini, 2 858 dei quali furono arrestati.
Razzie, arresti e deportazioni furono eseguiti anche in altri maggiori centri della Provincia.
L'8 settembre 1942 il generale Mario Roatta emanò le seguenti disposizioni:
(N. 08906 di prot. dell’8 settembre 1942 indirizzata al Comando Supremo)
Il risultato di queste azioni del Comando italiano fu che nella provincia di Lubiana le azioni di guerriglia si ridussero e quasi scomparvero nell'ottobre e novembre del 1942. Sul finire di quell'anno vi furono anche tentativi di conciliazione da parte delle autorità italiane, sostenuti dai collaborazionisti sloveni come Marko Natlačen, come quando non furono eseguite delle fucilazioni di ostaggi sloveni.
Ma ai primi del 1943 la guerriglia riprese vigore sotto gli ordini di Edvard Kardelj, oltre a quelli di Leskošek e Kidrič.

### La minoranza tedesca di Gottschee

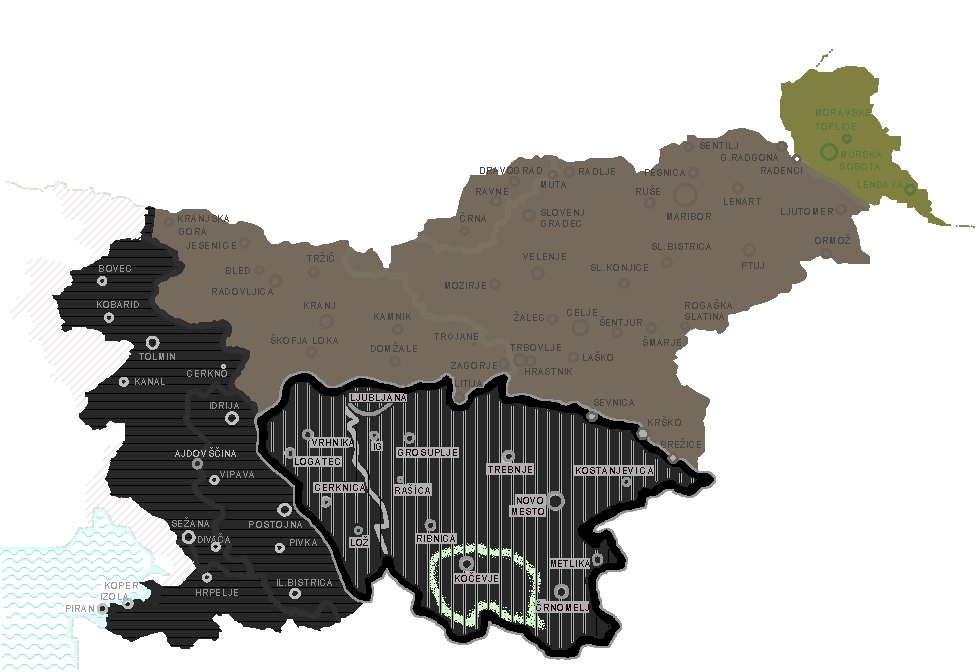
La provincia di Lubiana (zona a strisce), con l'area del Gottschee in evidenza

La politica di occupazione italiana inizialmente riguardò anche la plurisecolare comunità etnica tedesca della Slovenia meridionale, detta "di Gottschee", e fu connessa alla politica di germanizzazione della Slovenia settentrionale annessa alla Germania.
L'intera comunità tedesca di Gottschee, un'area di oltre 800 chilometri quadrati con 172 villaggi, fu quindi trasferita – per accordi italo-tedeschi simili a quelli dell'Alto Adige e della Val Canale (vedi "Opzioni in Alto Adige") nella Slovenia occupata dalla Germania, mentre oltre 20 000 sloveni furono trasferiti dall'area di Maribor alla zona di Gottschee. Nell'ultimo anno di guerra quasi tutti i tedeschi che non si erano trasferiti (circa un migliaio) furono sterminati dai partigiani jugoslavi.
Dopo il 1945 i 28 000 tedeschi del Gottschee – che avevano in buona parte seguito le armate tedesche in ritirata – dovettero rinunciare a rimpatriare, a causa delle leggi jugoslave che previdero l'espulsione di tutti i tedeschi etnici dal paese.
Di fatto, nella Provincia italiana di Lubiana già nel 1941/42 fu attuata una completa "pulizia etnica" della minoranza tedesca del Gottschee (un'area che era quasi un quarto del territorio della Slovenia), ma il risultato finale di tutti questi accadimenti fu la scomparsa della minoranza tedesca dall'intero territorio della Slovenia, dove secondo l'ultimo censimento (2002) vivono solo poche centinaia di tedescofoni.

### Bilancio dell'occupazione italiana 1941-1943

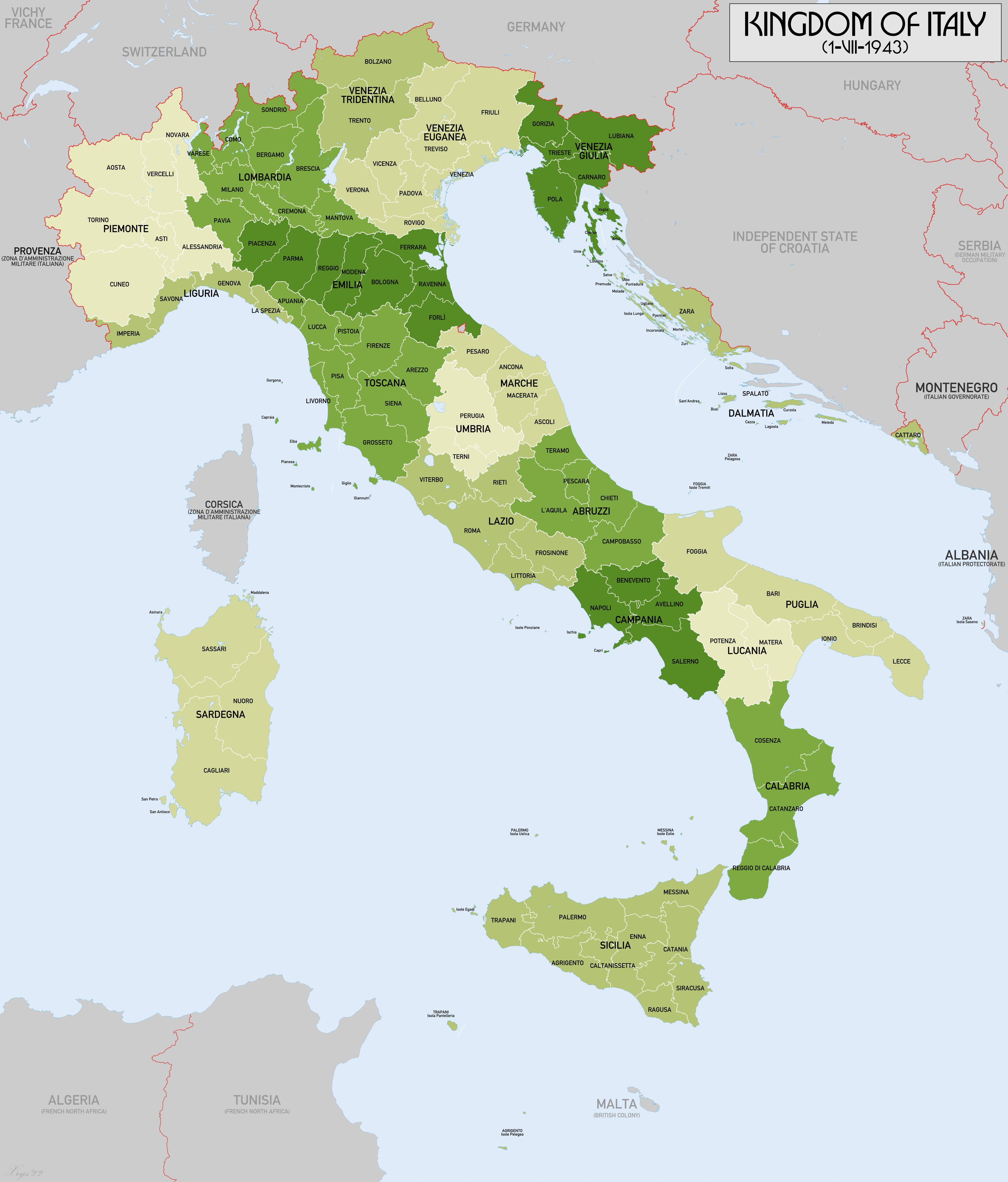
I confini del Regno d'Italia dal 1941 al settembre 1943, con le annessioni della provincia di Lubiana e l'istituzione del Governatorato della Dalmazia

Secondo fonti slovene e jugoslave, in 29 mesi di occupazione italiana della Provincia di Lubiana, vennero fucilati o come ostaggi o durante operazioni di rastrellamento circa 5 000 civili, 900 partigiani catturati e fucilati e oltre 7 000 (su 33 000 deportati) persone, in buona parte anziani, donne e bambini, morti nei campi di concentramento. In totale quindi si arrivò alla cifra di circa 13 100 persone uccise su un totale di circa 340 000 (più precisamente 339 751 al momento dell'annessione), quindi il 3,8% della popolazione totale della provincia.
Secondo la relazione presentata nel febbraio 1945 dalla Commissione di Stato della Iugoslavia alla United Nations War Crimes Commission di Londra, nella sola Provincia di Lubiana furono inoltre completamente devastati 800 villaggi e incendiate 3 000 case. Secondo lo storico Angelo Del Boca «che nella Provincia di Lubiana si sia tentata un'operazione di autentica bonifica etnica, non è soltanto confermato dall'altissimo numero degli uccisi e dei deportati, e dalle stesse dichiarazioni di alcuni alti ufficiali, ma da un documento che è rimasto agli atti, la famigerata circolare n. 3C, del primo marzo 1942, e i suoi allegati del 7 aprile, a firma del generale Mario Roatta».

## La provincia sotto il nazismo
La provincia italiana fu occupata l'8 settembre 1943 dai tedeschi e successivamente trasferita solo sulla carta alla neocostituita Repubblica Sociale Italiana, venendo inclusa nella Zona d'Operazione del Litorale Adriatico sotto il controllo militare de facto tedesco del governatore della Carinzia, Friedrich Rainer. Affidati i poteri civili a Leon Rupnik, Rainer condusse una politica più conciliante verso l'elemento etnico sloveno, purché collaborazionista, permettendo la normale vita culturale locale, sostanzialmente replicando le tradizioni asburgiche.
Il legame giuridico con l'Italia fu mantenuto solo nei pochissimi ambiti in cui ciò poteva convenire ai nuovi occupanti: notabilmente, i tedeschi mantennero il corso legale della lira italiana onde poter spesare gratuitamente le proprie truppe emettendo una parallela valuta d'occupazione, la lira di Lubiana.
Alla liberazione, il 3 maggio 1945, l'ex provincia fu inclusa da Tito nella Repubblica Socialista Federale di Jugoslavia. Oggi il suo territorio è parte integrante della Repubblica di Slovenia, ad eccezione dell'ex comune di Radatòvici, attualmente facente parte del comune croato di Ozalj.